# 詮舜
詮舜（せんしゅん）は、安土桃山時代の天台宗の僧侶。阿闍梨。芦浦観音寺9世住持。俗姓は西川氏。

## 生涯
近江国滋賀郡四家に数えられる西川氏の出身で、父の名は西川光綱、母は津守氏。西川氏は足利義政に仕えた観音寺第6世秀範以来、観音寺に仕えつつ住持を独占して排出する一族であった。叔父の7世慶順の代には織田信長に仕え、兄の8世賢珍は織田氏、ついで豊臣秀吉に仕えた。
比叡山延暦寺西塔北谷の正教坊詮運に師事。天正11年（1583年）信長の比叡山焼き討ちによって荒廃していた延暦寺の根本中堂を始め、日吉社二宮社本殿や堂舎・僧坊の再建に尽力し、寺領を比叡山に寄進してその再興を助ける。賢珍は天正17年（1589年）に示寂し、その後継として観音寺を継ぐ。詮舜は兄に引き続き秀吉に仕え、その寺領を安堵される。また近江国内の蔵入地3万8000余石の代官、琵琶湖の湖上船奉行を任されている。文禄元年（1593年）文禄の役の際には秀吉に随行し、琵琶湖の水主を率いて肥前名護屋城に在陣した。
秀吉没後の慶長5年（1600年）に没。墓所は比叡山西塔の北谷。その跡は甥の朝賢が継ぐ。直後に起きた関ヶ原の戦いより先は徳川家康に従い、寺領550余石の安堵を受けている。また湖上船奉行も17世紀後期まで代々継承した。